# Annahilt
Annahilt (Iers: Eanach Eilte) is een plaats in het Noord-Ierse district Lisburn.
Annahilt telt 1131 inwoners. Van de bevolking is 91,3% protestant en 5,1% katholiek.

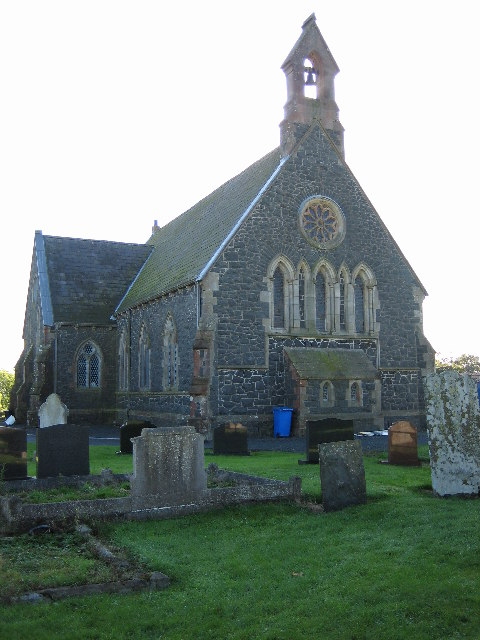
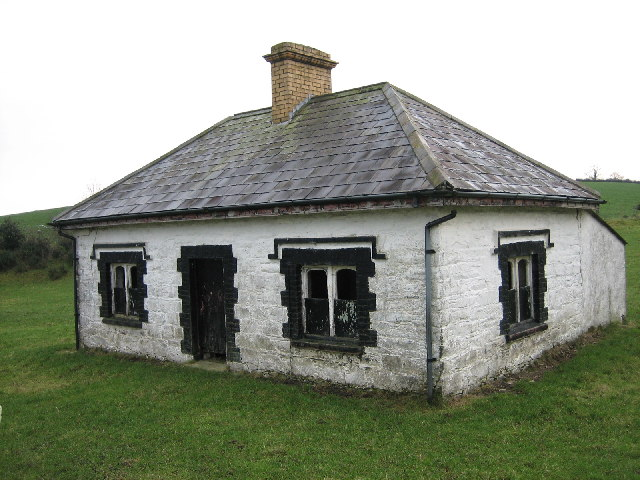